# Melissoptila similis
Melissoptila similis là một loài Hymenoptera trong họ Apidae. Loài này được Urban mô tả khoa học năm 1988.